# Henri Sillanpää
Henri Sillanpää (ur. 4 czerwca 1979 w Tornio) – fiński piłkarz grający na pozycji bramkarza. Grał w klubach: AC Allianssi, Vaasan Palloseura, Tornion Pallo-47 i Närpes Kraft FF.
W przerwie letniej roku 2008 zawodnik był testowany przez Wisłę Kraków. Ponownie w lutym 2009 Wisła postanowiła sprawdzić przydatność Fina podczas zgrupowania w Hiszpanii. Kontraktu nie podpisano.
Sillanpää zagrał czterokrotnie w reprezentacji Finlandii, w tym w meczu przeciwko Polsce, który odbył się 2 lutego 2008 roku.